# Smithfield (Ohio)
Pour les articles homonymes, voir Smithfield.
Smithfield était un village américain situé dans le comté de Jefferson, dans l'Ohio. Selon le recensement de 2010, sa population est de 869 habitants.